# جزر كاف دومية
جزر كاف دومية (بالإنجليزية: Kef Doumia Islands)‏ مجموعة جزر صغيرة وصخور بحرية تقع في البحر الأبيض المتوسط قبالة كاف دومية بولاية الشلف الواقعة شمال غرب الجزائر.
تتكون المجموعة من:
- جزيرة صغيرة 0.56 هكتار 36°32′27″N 1°31′47″E / 36.540849°N 1.529797°E
- جزيرة صغيرة 0.5 هكتار 36°32′42″N 1°31′27″E / 36.544929°N 1.524247°E
- صخرة بحرية 36°32′41″N 1°31′31″E / 36.544809°N 1.525273°E
- صخرة بحرية 36°32′36″N 1°31′25″E / 36.543210°N 1.523664°E